# لوته أولبريشت
لوته أولبريشت (بالإنجليزية: Lotte Ulbricht)‏‏ (19 أبريل 1903 في برلين - 27 مارس 2002 ) سياسية من ألمانيا.

## الجوائز
- نيشان كارل ماركس
- وسام نجمة صداقة الشعوب لألمانيا الشرقية [الإنجليزية]‏
- ميدالية فريتز هيكيرت  [لغات أخرى]‏

## روابط خارجية
- لوته أولبريشت على موقع IMDb (الإنجليزية)